# Абиден
Абиден (также Абиденос; др.-греч. Ἀβυδηνός) — II век (или II — III век н. э.), был известным древнегреческим историком.
Об Абидене почти ничего не известно. Некоторые современные историки время его жизни ошибочно относили то к эпохе Александра Македонского, то ко времени первых Птолемеев. Зато немецкий историк Б.Г. Нибур (1776 — 1831) помещал Абидена между третьим и четвёртым веками нашей эры.
Однако, время жизни Абидена определённо относится к началу нашей эры (поскольку он писал своё сочинение на основе Александра Полигистора). По языковедческим же данным (лингвистическому анализу сохранившихся отрывков) время деятельности Абидена датируется II веком.
На основании имени иногда делается предположение, что Абиден происходил из египетского города Абидос. Но и в этом случае Абидена следует отличать от историка Палефата Абиденита (Абидосского), жившего во времена Александра Македонского.

## «История халдеев и ассирийцев»
Абиден написал на ионическом диалекте (по замечанию Кирилла Александрийского) значительный труд — «Историю Ассирии» («Ассирика», Ἀσσυριακά, иначе — Περὶ Ἀσσυρίων, «(История) о халдеях и ассирийцах»). Но это сочинение было утрачено уже в древности.
В качестве источников для своей истории Абиден использовал произведения Мегасфена и Беросса (в выдержках из Александра Полигистора).
Краткие сведения об Абидене и некоторые выписки из его сочинения сохранились у Евсебия Памфила Кесарейского (в армянском переводе его «Хроники» и «Приготовлении к Евангелию» 9, 41, 5-6), у Моисея Хоренского (в его хронике «История Армении») и у Георгия Синкелла («Извлечения из Хронографии (Эклога)»), а также в упоминаниях которые оставили о нём у Кирилл Александрийский (в полемическом сочинении «Против Юлиана») и Анания Ширакский («О пасхе»).
Особенно ценен труд Абидена за его хронологию и отрывки из «Вавилонской истории (Халдики)» Архивная копия от 27 июня 2012 на Wayback Machine Беросса. Так, например, предполагается, что Евсебий пользовался сочинением Беросса не непосредственно, а, помимо прочего, брал его из Абидена. Важен также отрывок из Абидена, который проясняет некоторые трудности, связанные с ассирийской историей. Он находится в армянском переводе «Хроники» Евсебия (см. изд. Карста. Leipzig, 1911).
Однако Абиден, как и в целом античная историческая традиция, объединил в единый исторический поток историю Ассирии и Вавилонии. В этой схеме ранняя шумерская история (не выделяемая из вавилонской) рассказывалась по Бероссу, затем следовала умозрительная схема-список якобы царей Ассирии (в духе Кастора Родосского ), а далее вновь возвращались к традиции Беросса. Но при этом Ассирия и Вавилония понимались как части одной державы. Эти сложные переплетения дополнились затем вставками иудейских и христианских писателей на ветхозаветные темы, что ещё более запутало общее эллинистическое понимание истории Древней Месопотамии.
Моисей Хоренский даже пишет (в своей псевдоэпиграфической манере), что у Абидена в «разделе мелких родословий», якобы вслед за ассирийцами имелся и перечень армянских родоначальников, будто бы затем удалённый (!) из его сочинения недоброжелательными историками.
Достоверные отрывки из Абидена, восходящие к Бероссу, но отличающиеся от сообщений Александра Полигистора, приводит Евсебий (сохранились в армянском переводе его «Хроники»):

### О первых халдейских царях
«Абиден о первых халдейских царях.
Вот что касается рассказа о халдейской мудрости. Итак, говорят, что Алор был первым правителем земли Халдейской в качестве царя. Он утверждал, что провидение Господне назначило его пастырем [своего] народа, и он правил в течение 10 сар. А сар - это 3600 лет, нер составляет 600 лет, и сос — 60 лет. Алапар правил после него, а затем Алмелон из города Павтибиблон. Во время его правления второй Анидост вышел из моря. [Он был существо] подобное Оанну, который имел вид полубожественного героя. [Алмелону] наследовал Амменон, затем Амегазар. Следующим пастырем был Даон. Во время его правления, четыре земноводных существа появились на земле, выйдя из моря: Иовдок, Эневгам, Эневбог и Анемент. Анодап [другое морское существо, появилось] во время правления Эдоресхона, правившего после [Даона]. Другие [цари] правили после него вплоть до Ксисутриса».

### О потопе
«Абиден о потопе.
После него правили другие, в том числе Ксисутр. Именно ему Кронос дал заблаговременное предупреждение о великом потопе, дожде, [который начнётся] 15-го числа месяца десиос, который есть [армянский месяц] марер <декабрь-январь>. [Кронос] приказал все книги в городе Гелиополис, в Сиппаре, спрятать [т. е. защитить]. Ксисутр сделал всё это, и хотел отплыть в Армению, когда вдруг [пророчество] божье исполнилось. На третий день, после того, как дождь утих, Ксисутр выпустил несколько птиц, чтобы узнать, есть хоть сколько земли посреди необъятного водного пространства. Тогда [птицы] улетели в безграничный простор моря, но, не найдя насеста, вернулся к Ксисутру. [Последний] ждал ещё три дня, а затем выпустил [несколько птиц] ещё раз. [На этот раз] они вернулись с грязью, прилипшей к лапкам. Вскоре боги удалили [Ксисутра] от взоров человечества. Корабль продолжил плавание и закончил в земле армян. Жители этой страны были награждены полезным лекарством из корабельной древесины».

### О Сенехерибе
«Рассказ Абидена о Сенехерибе.
Наконец, пришёл тогда к власти Сенехериб, был он двадцать пятым. Он подчинил своей власти Вавилон и на побережье Киликии одержал победу над эскадрой ионийских кораблей, обратив их в бегство. И построил он храм афинский, воздвиг бронзовые колонны и приказал, говорит он, вырезать надпись о своих подвигах. И построил он Тарс, по образцу и плану Вавилона, так что через Тарс протекала река Кидн, так же, как Аратцани через Вавилон.
После него царствовал Нергил, которого убил его сын Адрамел. А того убил его брат по отцу, но не по матери, Аксердис. И далее преследуя его, дошёл он до города византийцев, которые собрали ему в помощь отряд солдат, из них был и Пифагор, учившийся халдейской премудрости. Потом Аксердис захватил Египет и области Келесирии. После чего и Сарданапал жил» (Karst. Р. 17—18; ср. Schnabel. Fr. 44).
«После него над ассирийцами царствовал Сарак. Когда он узнал, что на него от моря устремилось смешанное войско, собранное из разных народов, тут же послал он Буполассора во главе армии в Вавилон. А тот, решившись на мятеж, обручил Амухидин <Амитиду>, дочь Аждахака <Астиага>, вождя маров <мидян>, со своим сыном Набукодроссором. А после этого спешно отправился он против Нина, а это город Ниневия. Всё это стало известно царю Сараку, и он приказал; поджечь царский дворец Еворит. Набукодроссор же, после того как он принял власть над царством, окружил Вавилон крепкой стеной».

### О Навуходоносоре
«Рассказ Абидена о Набукодроссоре.
Набукодроссор, получив царство, всего лишь за 15 дней окружил Вавилон стеной и тройным валом. И реку Армакал отвёл он от Аратцани. И на возвышенности у города сиппаренов выкопал водоём окружностью в 40 парасангов на глубину в 20-локтей. И там же соорудил ворота, которые открывались и орошали всю равнину. А имя воротам дал Эхетогномоны, так будто бы они действовали по собственной воле и любезности. Он укрепил также побережье Красного моря стеной против высоких волн. И построил он город Тередон на подступах к земле арабов. И царский дворец украсил он искусно выращенными деревьями и назвал это висячими садами. После этого приводит он [Абиден] в подробностях описание упомянутых висячих садов, которые, говорит он, греки причисляют к так называемым чудесам света». (Karst. S. 18—19).

### Об Ассирийском царстве
«Абиден об Ассирийском царстве. Вот как халдеи описывают царей своей страны, от Алора до Александра. Не уделяя особого внимания Нину или Семирамиде. Так говорит [Абиден] начиная свой отчёт. Он говорит, что [царями ассирийцев] были Нин, сын Арбела, сын Хаала, сын Анеба, сын Баба, сын Бэла, ассирийский царь.
Затем [Абиден] описывает [правителей] одного за другим, от Нина и Семирамиды до Сарданапалла, который был последним из них. От последнего до первой Олимпиады прошло 67 лет. Абиден писал о каждом из ассирийских царей, одним за другим, таким образом».